# 李鹗鼎
李鹗鼎（1918年3月15日—2001年12月30日），男，原籍天津，生于北京，中国水力发电工程专家，中国工程院院士。

## 生平
1940年毕业于清华大学。1995年当选为中国工程院院士。